# Implantologie

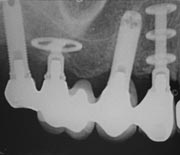
Twee cilindrische en twee schijfvormige implantaten in de bovenkaak

Implantologie is het snelstgroeiende onderdeel van de tandheelkunde en heeft tot doel een of meerdere tanden te vervangen door tandimplantaten. Implantaten zijn kunstmatige wortels, meestal vervaardigd uit Titanium, die in het bot geplaatst worden.
Op het moment dat zowel de behandelaar als de patiënt met de rug tegen de muur staan als het gaat om tandheelkundige oplossingen, biedt implantologie mogelijkheden die vroeger niet bestonden. Tandheelkundige implantologie is dan ook niet een vervanging van bestaande middelen, maar een uitbreiding, waarbij het ineens mogelijk blijkt om verloren tandfuncties door middel van implantaten en de daarop vervaardigde constructies terug te vinden. Een en ander is afhankelijk van de mogelijkheid om implantaten te kunnen plaatsen. Zo is het bijvoorbeeld noodzakelijk dat er voldoende bot aanwezig is en ook op de juiste plaats.
Binnen de implantologie is het usance dat de esthetische wens de chirurgie dicteert. In gewoon Nederlands: als er om esthetisch redenen implantaten geplaatst moeten worden, dan is het heel vaak noodzakelijk om op de plek waar de implantaten moeten komen eerst de kwaliteit van het bot te verbeteren om daarmee te bereiken dat het eindresultaat ook esthetisch verantwoord is.
De moderne implantaten hebben meestal een schroefvorm, die in het bot wordt geschroefd. Deze schroef zal na verloop van tijd vastgroeien in het bot door een proces dat osseointegratie heet. Nadat het implantaat is vastgegroeid in het bot kan er een vervanging gemaakt worden voor de verloren tanden.
Grofweg kan de indicatie verdeeld worden tussen vervanging van een tand, vervanging van meerdere tanden en vervanging van alle tanden.
- Bij vervanging van een enkele tand zal er op het implantaat een kroon gemaakt worden.
- Bij vervanging van meerdere tanden zal er meestal een brug gemaakt worden maar het implantaat kan ook dienen als ondersteuning van een uitneembare constructie zoals een frameprothese.
- Bij vervanging van alle tanden in een kaak kan de opbouw bestaan uit een vaste brug of een uitneembare prothese welke verankerd wordt op de implantaten door middel van bijvoorbeeld drukknoppen of een staaf-huls constructie.

Een beoefenaar van de implantologie heet een implantoloog, dus de tandarts of kaakchirurg die implantaten plaatst. De meeste Nederlandse implantologen zijn aangesloten bij de Nederlandse Vereniging voor Orale Implantologie (NVOI).